# Ганне Крог
Ганне Крог (норв. Hanne Krogh; нар. 24 січня 1956, Осло, Норвегія) — норвезька співачка та акторка, переможниця конкурсу «Євробачення» 1985 року у складі гурту «Bobbysocks».

## Життєпис
У 1971 році Ганне Крог стає переможницею музичного конкурсу «Melodi Grand Prix», що дало їй можливість представляти Норвегію на «Євробаченні» в Дубліні. Виступ Ганне з піснею «Lykken er…», написаною Арне Біндексом, набрав 65 балів. Співачка фінішувала на передостанньому місці. Найбільше балів норвежка отримала від Великої Британії та Ірландії: по 7 балів.
У 1983 був створений дует «Bobbysocks», до якого ввійшли Ганне Крог і Елізабет Андреассен. У 1985 році отримавши перемогу на «Melodi Grand Prix» вони були учасницями «Євробачення» в Гетреборзі. Виступ «Bobbysocks» набрав найбільшу кількість балів, що принесло їм перемогу. Того ж року стортинг нагородив дует премією Пера Гюнта. Пісня «Let It Swing» була на найвищих сходинках чартів у Норвегії та Бельгії. На вершині популярності дебютний альбом 1984 року «Bobbysocks!» був перевиданий. На початку 1986 року кількість проданих копій сягала 75 000 лише в Норвегії.
Після розпаду дуету Ганне Крог продовжила сольну кар'єру та випустила 7 сольний альбом «Hanne». У 1991 році вона знову виступила на «Євробаченні» у складі квартету  «Just4Fun». Виступ гурту з піснею «Mrs. Thompson» отримав 14 балів, що принесло  «Just4Fun» лише 17 місце. Після виходу другого альбому гурту «Those Were the Days», квартет розпався. Після цього співачка зосередилась на сольній кар'єрі. З 2009 до 2016 співпрацювала з Нільсом Харальдом Седалом, Томасом Руудом і Маріусом Ротом Крістенсеном.

## Особисте життя
У шлюбі з Трюггве Сунбрьо народила доньку Амалі та сина Сверре.

## Дискографія

### Сольні альбоми
- Hanne Krogh (1978)
- Nærbilde (1980)
- Alene (1982)
- Nordens vakreste (1982)
- Under samme sol (1983)
- Julens vakreste (1983)
- Hanne (1989)
- Ta meg til havet (1992)
- 40 beste (1994)
- Prøysens barnesanger (1995)
- Julestjerner (1996)
- Reisen til den levende parken (1997)
- Vestavind (1998)
- Egners barnesanger (1999)
- God jul - Hannes beste julesanger (2000)
- Sanger fra barnas skattkammer (2002)
- Ved juletid (2002)
- God jul - Hannes beste julesanger (rerelease) (2006)
- Barnas nasjonalskatt (2012)
- Ikke gi deg, jente (2013)

### У складі «Bobbysocks»
- Bobbysocks! (1984 перевиданий у 1985)
- Waiting for the Morning (1986)
- Walkin' on Air (1987)
- Let It Swing – The Best of Bobbysocks (2010)

### У складі «Just4Fun»
- Ren 60 (1990)
- Those Were the Days (1991)

### Hanne & Tre Tenorer
- Vår julekonsert (2011)

### Сингли
- Lukk opp min dør (1970)
- (Det er som om) jeg var på kino (1970)
- Lykken er (1971)
- Peter Pan (1971)
- Jeg ønsker meg en hvalp (1972)
- Jeg er en tamburmajor (1972)
- Hei, hva har du gjort med lille meg (1972)
- Nå er allting så skjønt (1972)
- Lyckan é… (1973)
- Tschiep, Tschiep hab´ mich lieb (1973)
- Glück (1973)
- Vi vil jo gjerne leve litt imellom (1973)
- Du gir lys til mitt liv (1978)
- Copacabana (1978)
- Bare vent og se (1979)
- Rare Lina (1979)
- Høstvise (1980)
- Jeg er fri (1980)
- Dansevise (1983)
- Det er tent et lys (1989)
- Kom hit (1989)
- Gi meg ikke din styrke (1989)
- Vakker når du sover (1989)
- La det swinge (1990)
- Jeg kan se en stjerne falle (1993)
- Ikke gi deg jente (1993)
- En by ved havet (1993)
- Leve mens jeg gjør det (1994)
- Amandus Dokkemann (1997)
- Sommerdrøm (1998)
- Du bærer mitt hjerte i dine hender (1999)
- Sledeturen (2000)